# Killing Kennedy
Killing Kennedy è un film televisivo del 2013 diretto da Nelson McCormick. Basato sul romanzo di Bill O'Reilly e Martin Dugard.

## Trama
Il  thriller basato sulla ascesa alla presidenza di John Fitzgerald Kennedy, dalla campagna elettorale del 1960 alla Baia dei Porci, e degli ultimi giorni di vita del suo assassino Lee Harvey Oswald.

## Distribuzione internazionale
- Stati Uniti d'America: 10 novembre 2013
- Italia: 17 novembre 2013
- Portogallo: 17 novembre 2013
- Svezia: 18 novembre 2013
- Germania: 22 novembre 2013
- Spagna 23 novembre 2013
- Finlandia: 5 aprile 2014